# Welfia regia
Welfia regia är en enhjärtbladig växtart som beskrevs av Hermann Wendland. Welfia regia ingår i släktet Welfia och familjen Arecaceae. Inga underarter finns listade i Catalogue of Life.

## Bildgalleri

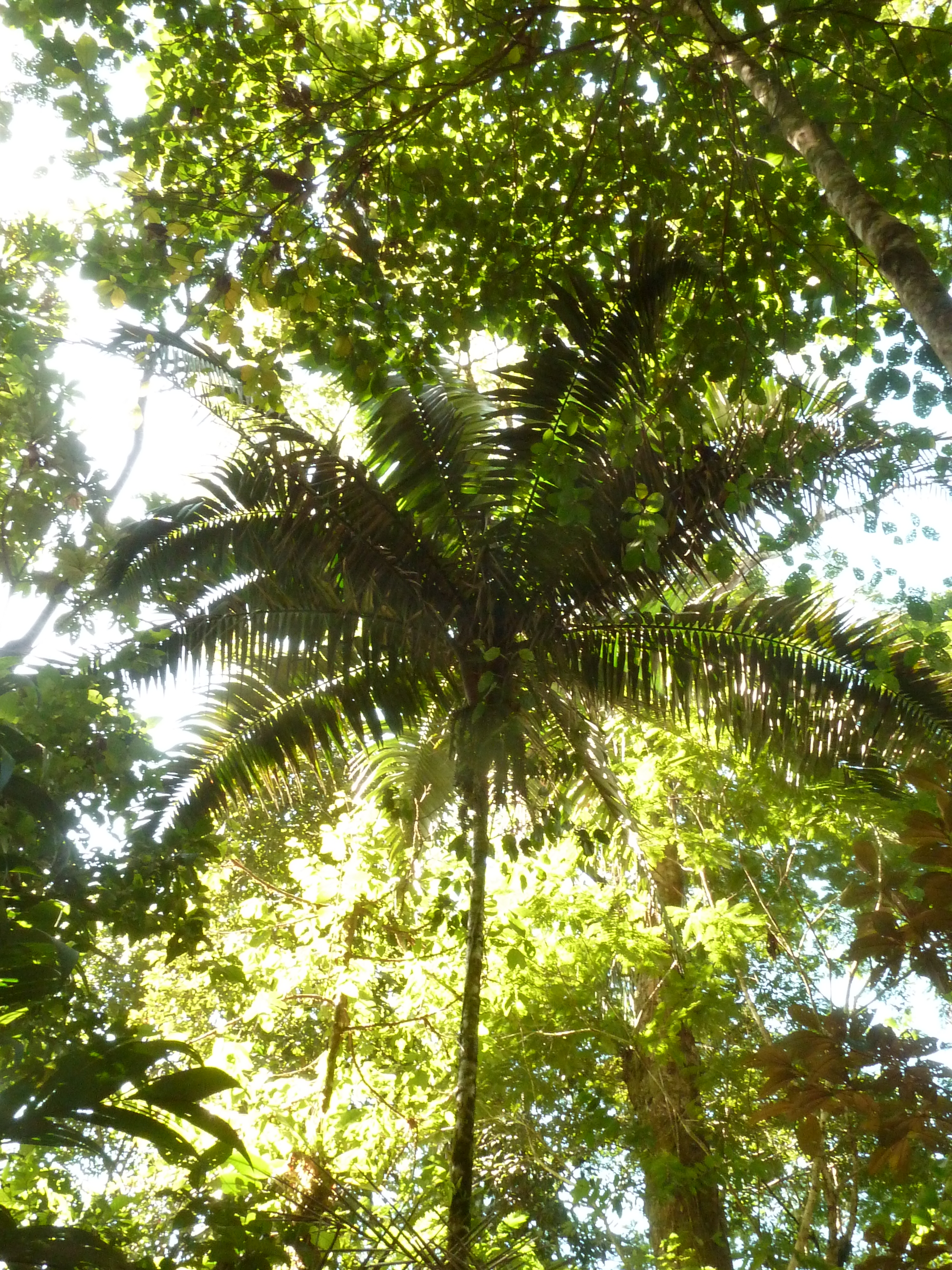
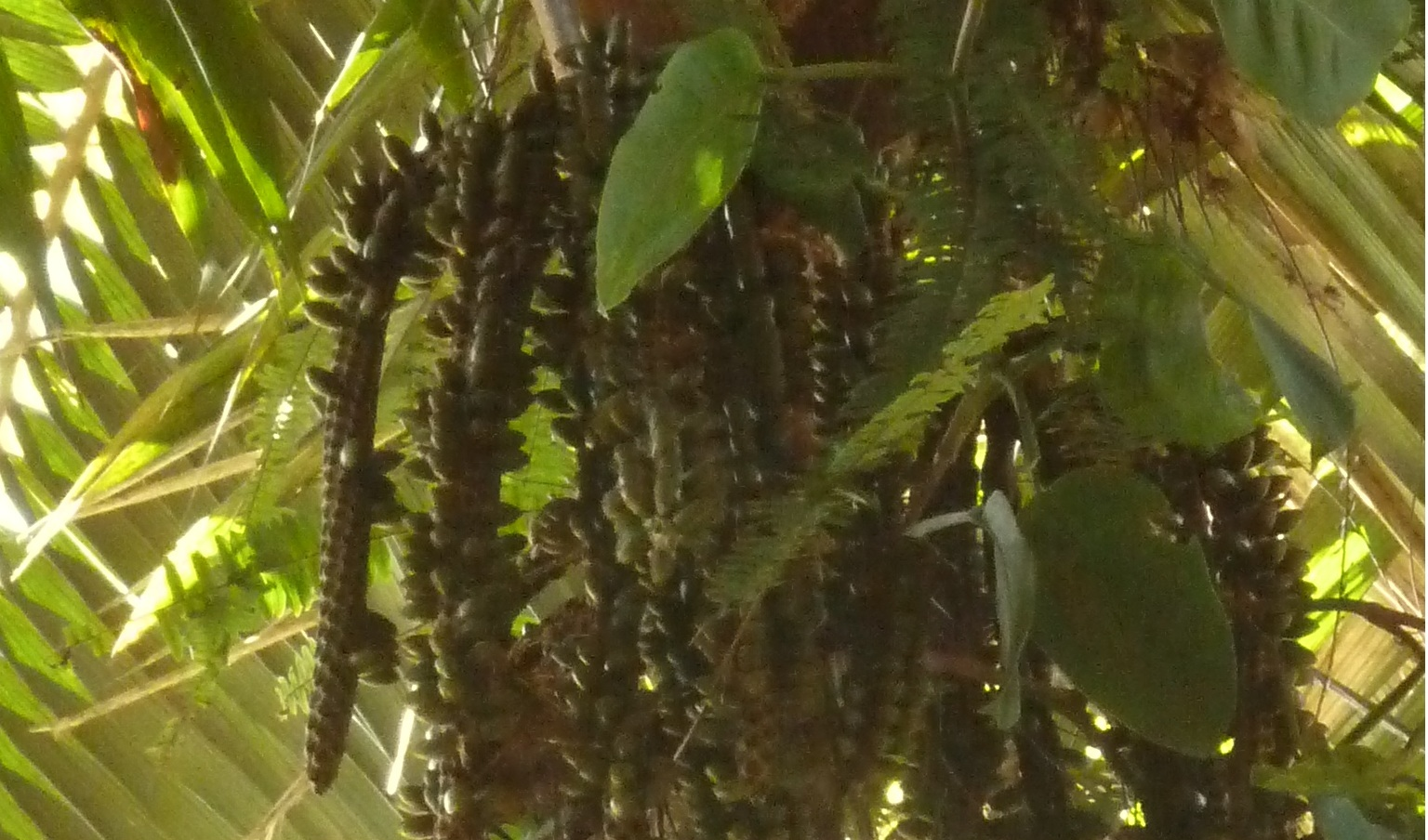
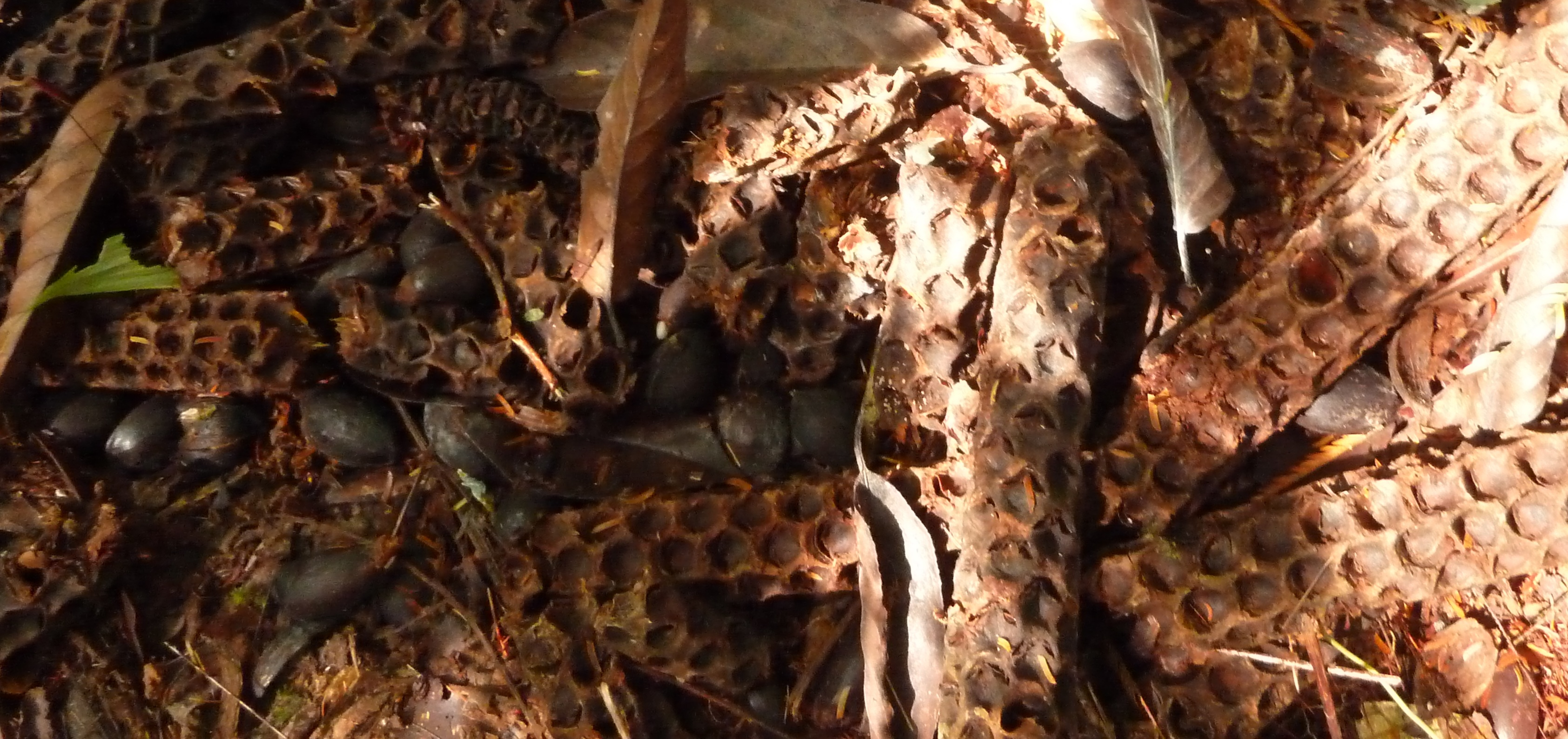
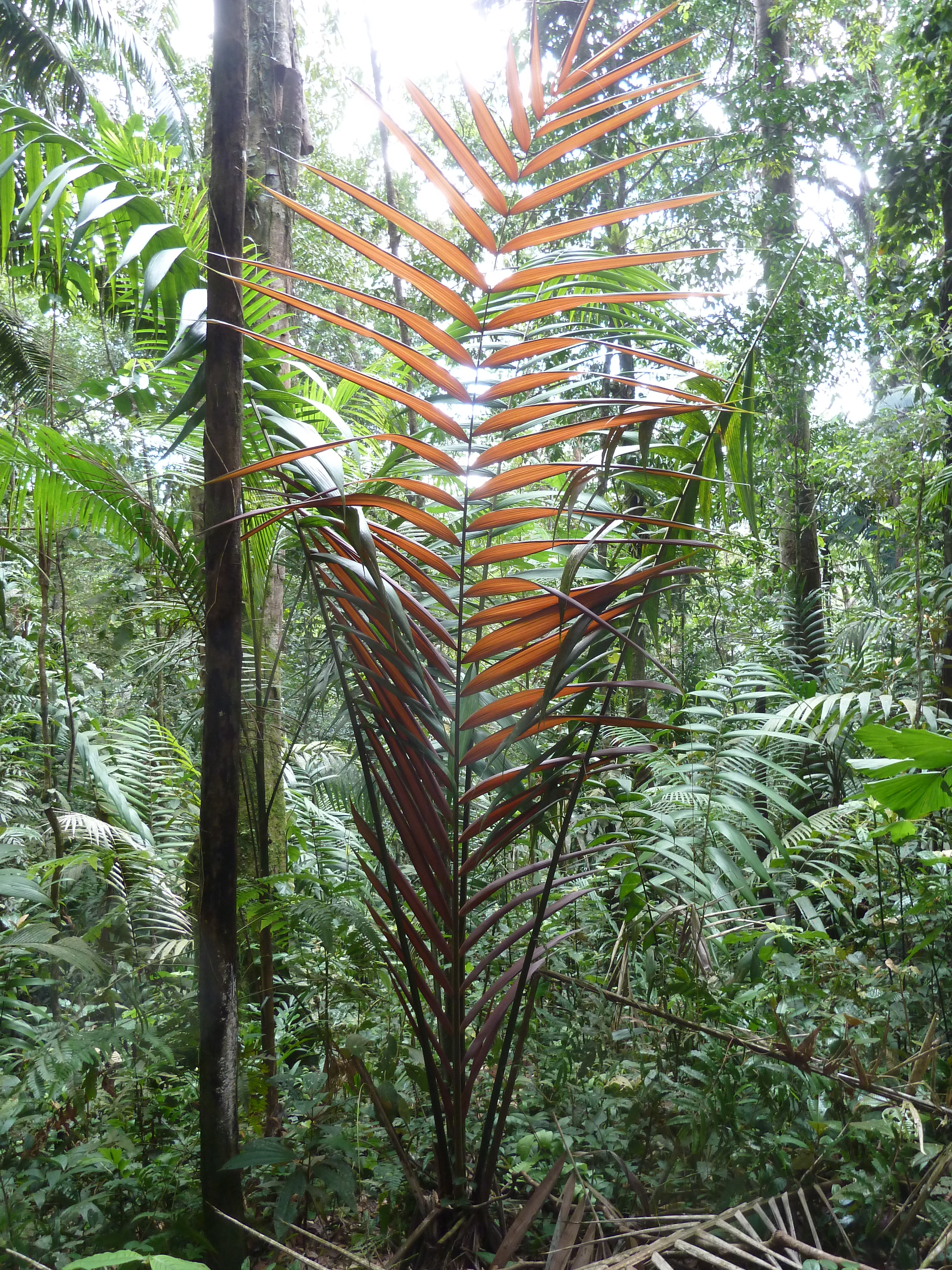
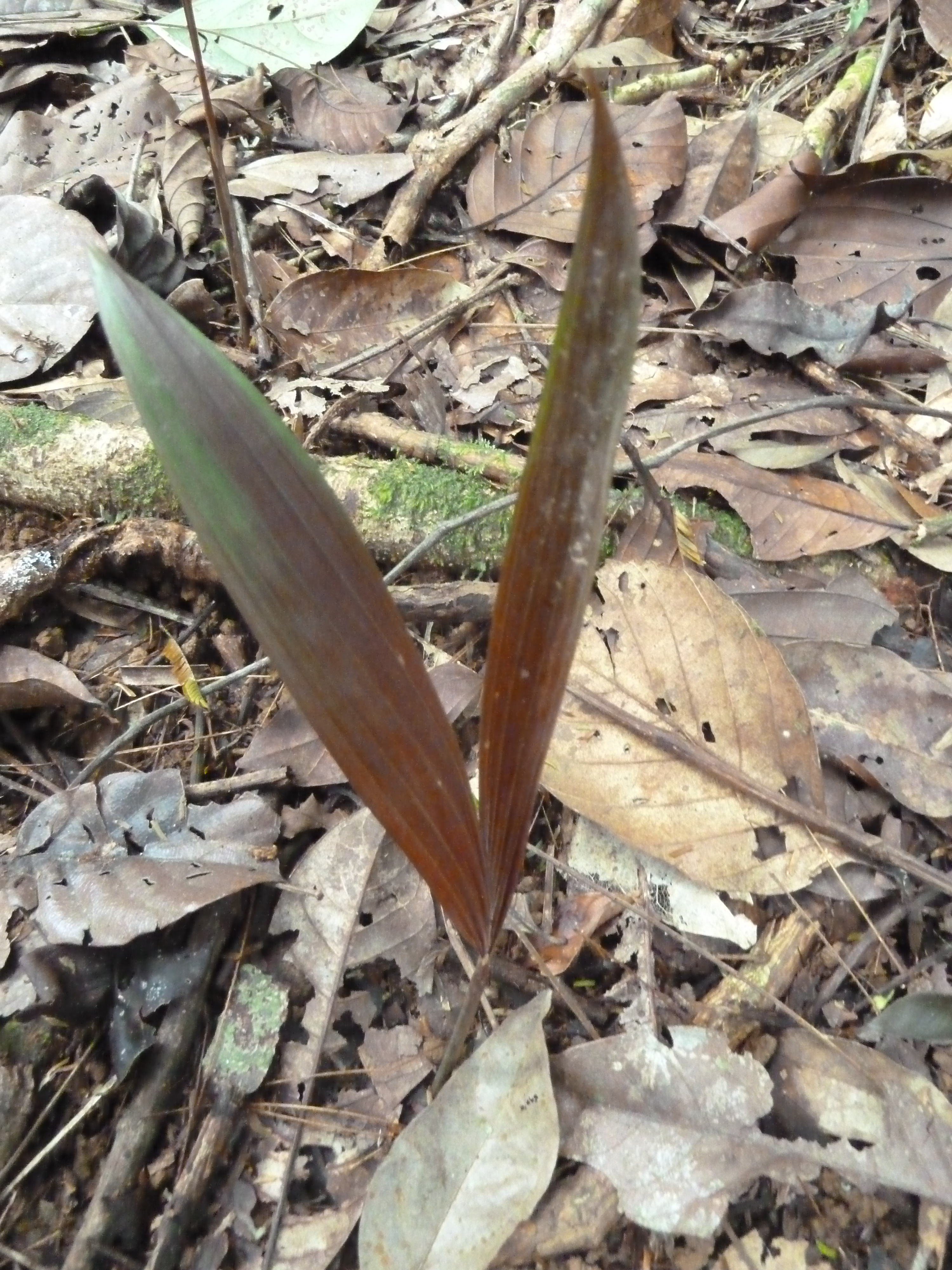